# MS Industrie
Die MS Industrie AG ist eine deutsche Beteiligungsgesellschaft mit Sitz in München. Kerngeschäft des Unternehmens ist die Beteiligung an Industrieunternehmen mit den Geschäftsfeldern Antriebstechnik und Ultraschalltechnik. Die Aktie der Gesellschaft wird im General Standard gehandelt und ist im CDAX enthalten.

## Geschichte
Die Wurzeln des Unternehmens gehen zurück auf die GCI – Gesellschaft für Consulting & Implementierung, welche 1991 als Unternehmensberatung gegründet wurde. Am 4. Oktober 2000 wurde daraus die heutige Gesellschaft als GCI Management AG gegründet. Am 29. Mai 2001 erfolgte der Börsengang am Geregelten Markt der Frankfurter Wertpapierbörse. Unternehmenszweck war die Beteiligung an Sanierungsfällen, um dort einen Turnaround zu erreichen. Nach drei Insolvenzen im Portfolio und hohen Verlusten wurde die Gesellschaft umstrukturiert. Der Fokus wechselte auf Mehrheitsbeteiligungen an Industrie- und Immobilienunternehmen. Im September 2010 erfolgte nach der Neuaufstellung als Beteiligungsgesellschaft die Umbenennung in GCI Industrie AG. Im Juli 2012 wurde der Name erneut geändert in MS Industrie AG, um damit die Kernbereiche Motoren- und Schweißtechnik hervorzuheben. Die Firmierung folgt damit auch der wichtigsten Tochtergesellschaft Maschinenfabrik Spaichingen.

## Beteiligungen und Standorte
MS Industrie ist Mutterunternehmen für produzierende Industrieunternehmen in fünf Ländern. Vollkonsolidiert sind:
- in Deutschland:
  - Elektromotorenwerk Grünhain GmbH in Grünhain-Beierfeld
  - MS PowerTec GmbH in Zittau
  - MS Powertrain Technologie GmbH in Trossingen-Schura
- in Bulgarien:
  - EMGR EAD in Gabrovo
- in den Vereinigten Staaten von Amerika:
  - MS Plastic Welders, L.L.C. in Webberville (Michigan)
- in China:
  - Shanghai MS soniTEC Co., LTD. in Jiangyin
- in Brasilien:
  - WTP MS Ultrasonics in Belo Horizonte

## Aktie und Anteilseigner
Das Grundkapital der Gesellschaft ist aufgeteilt in 30 Millionen Stückaktien.
Die Anteile der strategischen Investoren und des Managements werden als Festbesitz angesehen, die übrigen rund 60 % der Aktien gelten als Streubesitz. Aktionäre mit meldepflichtigen Anteilen zum Mai 2019 siehe Tabelle:
| Anteil  | Anteilseigner              |
| ------- | -------------------------- |
| 21,07 % | MS Proactive GmbH & Co. KG |
| 9,85 %  | Universal-Investment GmbH  |
| 6,26 %  | Andreas Aufschnaiter       |
| 3,26 %  | Albert Wahl                |

Im Anteil der Universal-Investment GmbH ist ein Anteil von rund 5 % enthalten, den der Landkreis Biberach über die Kreissparkasse Biberach hält und jeweils rund 3 % gehalten von Sebastian und Benjamin Mayer sind im Anteil der MS Proactive GmbH & Co. KG enthalten.